# Amselhof (Westhausen)
Der Amselhof ist ein Einzelhof in der Gemeinde Westhausen im Ostalbkreis in Baden-Württemberg.

## Beschreibung
Der Hof liegt etwa 1,4 Kilometer westnordwestlich des Ortskerns von Westhausen im Gewann „Amseläcker“, unweit fließt der in die Jagst mündende Scherbach.

## Geschichte
Der Hof entstand Mitte des 20. Jahrhunderts.